# (10424) Gaillard
(10424) Gaillard (1999 BD5) – planetoida z pasa głównego asteroid okrążająca Słońce w ciągu 3,6 lat w średniej odległości 2,35 j.a. Odkryta 20 stycznia 1999 roku.